# Amygdalaria
Amygdalaria is een botanische naam voor een geslacht van korstmossen behorend tot de familie Lecideaceae. De typesoort is Amygdalaria pelobotryon.

## Soorten
Het geslacht bestaat volgens Index Fungorum uit de volgende twee soorten (peildatum januari 2023):
| Soortnaam               | Auteur(s)                         | Publicatiejaar |
| ----------------------- | --------------------------------- | -------------- |
| Amygdalaria consentiens | (Nyl.) Hertel, Brodo & Mas. Inoue | 1984           |
| Amygdalaria pelobotryon | (Wahlenb. ex Ach.) Norman         | 1852           |